# Атис (син на Крез)
Вижте пояснителната страница за други личности с името Атис.
Атис (на старогръцки: Ἄτυς, Atys) е принц на Лидия от династията на Мермнадите. Той е син на цар Крез (* 590 пр.н.е., † 541 пр.н.е.), последният цар на Лидия. Той е баща на Питий.
Според Историята на Херодот, той е убит още млад от Адраст, царът на Фригия.
Неговият глухоням брат проговаря, когато баща му е заплашен от убийство при превземането на Сарди от персите. Според Ксенофонт той има и сестри.